# 神奈川県立相模原支援学校
神奈川県立相模原支援学校（かながわけんりつ さがみはらしえんがっこう）は、神奈川県相模原市にある県立特別支援学校。本校は南区当麻、橋本分教室は緑区橋本八丁目の神奈川県立橋本高等学校内に所在する。

## 学部
- 小学部
- 中学部
- 高等部（本校・橋本分教室）

## 沿革
- 1975年（昭和50年）
  - 1月1日 - 神奈川県立瀬谷養護学校内に新校舎完成まで暫定的に設置
  - 9月26日 - 現在地に校舎が完成
- 2006年（平成18年）4月1日 - 神奈川県立橋本高等学校内に高等部の分教室を設置
- 2023年（令和5年）4月1日 - 神奈川県立相模原支援学校に名称変更[1][2]。

## 生徒数
2025年度（令和7年）
- 1年生：32名
- 2年生：36名
- 3年生：37名
- 計：105名[3]

## アクセス
- JR相模線「原当麻駅」より徒歩7分